# Сапоговский сельсовет (Хакасия)
Сапоговский сельсовет — сельское поселение в Усть-Абаканском районе Хакасии.
Административный центр — аал Сапогов.

## История
Статус и границы сельского поселения установлены Законом Республики Хакасия от 15 октября 2004 года № 73 «Об утверждении границ муниципальных образований Таштыпского района и наделении их соответственно статусом муниципального района, сельского поселения»

## Население
| 2002  | 2010  | 2012  | 2013  | 2014  | 2015  | 2016  |
| ----- | ----- | ----- | ----- | ----- | ----- | ----- |
| 2264  | ↗2358 | ↗2397 | ↗2474 | ↗2479 | ↘2476 | ↗2522 |
| 2017  | 2018  | 2019  | 2020  | 2021  |       |       |
| ↗2547 | ↘2509 | ↘2466 | ↗2474 | ↘2363 |       |       |

## Состав сельского поселения
В состав сельского поселения входят 3 населённых пункта:
| № | Населённый пункт | Тип населённого пункта      | Население |
| - | ---------------- | --------------------------- | --------- |
| 1 | Сапогов          | аал, административный центр | ↗1289     |
| 2 | Сахарный         | посёлок                     | ↘125      |
| 3 | Ташеба           | посёлок                     | ↗944      |

## Местное самоуправление
Администрация
аал Сапогов, Юбилейная,  1-А
Глава администрации
- Шандро Михаил Иванович